# 鈴木崚汰
鈴木崚汰（日语：／ Suzuki Ryōta，1998年12月22日—），日本男性配音員。日本播音演技研究所出身。DASH ON 所属兼代表董事，TMS Music（TMS娛樂的子公司） 前所属。愛知縣名古屋市出生，4歲時搬到千葉縣居住。O型血。

## 經歷
小學時期學過游泳和空手道，國中時期加入過田徑社，並進入縣內大賽。千葉縣立檢見川高等學校時期本來要加入田徑社卻遇到下雨取消了練習，改在室內舉辦說明會，偶然被主持人演講的內容感動，因此同時兼任放送委員會和田徑社的社員。高一參加NHK杯全國高中廣播競賽的朗讀部門，在準決賽中以1分差落敗，便在夏天退出田徑社，選擇專注在放送委員會的活動上。比賽結束後，開始以國中時期從動畫中得知而感興趣的聲優工作為目標。
高二春天進入日本播音演技研究所。高三的時候三度參加第63屆NHK杯全國高中廣播競賽，終於在朗讀部門中打敗6930人，成功得到冠軍。同時成為VIMS所屬。高中在學期間，他得到了第一份動畫配音的工作，並擔任第89屆選拔高等學校棒球大會（2017年）開球儀式的主持人。
2023年3月31日退出VIMS事務所。隔天4月1日加入TMS Music。
2025年4月1日宣佈退出TMS Music而獨立，透過X宣佈成立獨立兼任代表董事的事務所，株式會社DASH ON。

## 人物
興趣：自體重量訓練、卡拉OK、原聲吉他。特長：伏地挺身、跳繩三重跳。資格：空手道黑帶初段。
在動畫《輝夜姬想讓人告白～天才們的戀愛頭腦戰～》的廣播節目《告RADIO 2020》裡擔任迷你環節《鈴木崚汰的吵死了笨蛋！RADIO》的主持人。向聽眾募集自己的暱稱，卻得到：「區區一個鈴木崚汰不需要暱稱，你就叫『す』就好了」的惡搞來信，本人後來表示：「聽起來像《神隱少女》的主角一樣名字被剝奪了。」，笑著接受了這個暱稱。
在跟武內駿輔合作主持Youtube節目的時候被對方cue了模仿松岡禎丞和津田健次郎，被來賓的杉田智和說了：「這個業界很難得有人會模仿松岡，真稀奇。」，對此鈴木回覆：「我只會模仿《鬼滅之刃》裡的伊之助而已。」。其他還會模仿不誇大版的森久保祥太郎，以及在聲音樣本裡自報名號的石川界人。聲優以外，也十分擅長模仿美國兒童電視節目的角色艾蒙和日本女裝藝人的IKKO。對其勇於表演不怯場的姿態，安元洋貴在他擔任與聲優夜遊的嘉賓時稱讚他：「以前跟鈴木一起上過直播節目，當時只要有好笑的場面，通常鈴木都是在搞怪。我想聲優界今後的『綜藝怪物』之中，一定有他的名字。」

## 演出
粗體字表示主要角色。

### 電視動畫
2016年
- NTV 愛角色2 桐原Ai 短篇動畫（日语：アイキャラ）（憧憬前輩）
- 機動戰士鋼彈 鐵血的孤兒 第2期（鐵華團團員）

2017年
- 風夏（路人）
- 虎面人W
- 亞人醬有話要說（部下B）
- 劍姬神聖譚 在地下城尋求邂逅是否搞錯了什麼 外傳（考斯·巴塞爾）
- 原子小金剛 起始（電子音、廣播、聲音C）
- 魔物獵人物語 RIDE ON（煤礦工人、書士隊員D）
- ID-0（學生4）
- 妖怪公寓的優雅日常（男孩子、男學生）
- KAITO×ANSA（日语：カイトアンサ）（鷹木導演、升盛桃輪、卯土岐安達盧西亞）
- 歡迎來到實力至上主義的教室（2年級男子、三宅明人）
- 戰鬥陀螺Burst God（ブラックアイ）
- 半獸人的煩惱（男學生）
- 遊☆戲☆王VRAINS（君島誠、河內的騎士、決鬥者）
- 將國戡亂記（親兵E、維多里諾、市民A）
- 國王遊戲 The Animation（永田輝晃[20]）
- 泥鯨之子們在沙地上歌唱（吉奇、涅吉西）
- 網路勝利組（林[21]）
- 食戟之靈 餐之皿（男性客人C、男學生）
- Classica Loid（客人）
- 戰刻夜血（士兵）

2018年
- 伊藤潤二驚選集（秋山、男子、爵士樂咖啡店店員、兄、小丑B、男學生、男子）
- 學園奶爸（鹿島龍一的父親）
- 皇帝聖印戰記（士兵、約什姆）
- 七大罪 戒律的復活（騎士、西斯卡、礦工B、客A）
- Classica Loid（男侍A、學生A）
- 遊☆戲☆王VRAINS（男性決鬥者、鎧塚、中學生、草薙仁、研究員）
- 奴隸區 The Animation（大田優牙[22]）
- 食戟之靈 餐之皿（極星寮男子）
- 三次元女友 REAL GIRL（色葉的前男友）
- 千銃士（卡洛）
- 昴宿七星（田茂）
- 工作細胞（白血球1、殺手T細胞2、紅血球2、初始T細胞3、紅血球7、殺手T細胞3）
- 小邪神飛踢（桂大五朗）
- 高分少女（玩家）
- 關於我轉生變成史萊姆這檔事（田村）
- 終將成為妳（久瀨）
- 火之丸相撲（西鄉）
- 梅露可物語 -無氣力少年與瓶中少女-（艾尼格瑪）
- 魔法禁書目錄III（客人）
- 弦音－風舞高中弓道部－（山之內遼平[23]）
- 東京喰種:re（環水郎）
- SSSS.GRIDMAN（有井）
- 錢進球場（源田）
- Double Decker！刑事雙雄（橄欖球社社員A）
- 隔壁的吸血鬼美眉（男性客B）

2019年
- 粉彩回憶（廣播）
- 路人超能100 II（靈能力者1）
- 飛翔吧！戰機少女（搭訕男）
- 火之丸相撲（首藤正臣[24]）
- 輝夜姬想讓人告白～天才們的戀愛頭腦戰～（石上優[25]）
- 巴哈姆特之怒 Manaria Friends（魔物、學生C、男學生B）
- 為什麼老師會在這裡！？（佐藤一郎[26]）
- 消滅都市（裕二[27]）
- 文豪Stray Dogs 第3期（成員）
- 科學一方通行（DA兵）
- 炎炎消防隊（椅子男、第5隊員）
- 閃電十一人 獵戶座的刻印（馬特奧·多米尼科）
- 流汗吧！健身少女（AD）
- 女高中生的虛度日常（拓人）
- 卡片鬥爭!! 先導者 新右衛門篇（對戰者B）
- NULL & PETA（醫療人員C、班主任）
- 毛球剛次郎（日语：けだまのゴンじろー）（顧客）
- 刀劍神域 Alicization War of Underworld（連利的親友）
- 籃球少年王（西脇）
- 高分少女II（觀眾B）
- 食戟之靈 神之皿（男學生A）

2020年
- number24（日语：number24）（真行寺清一郎[28]、天婦羅炸雞）
- BORUTO -火影新世代- NARUTO NEXT GENERATIONS-（荒井）
- 七大罪 眾神的逆鱗（阿巴斯／塔米葉）
- 小邪神飛踢'（桂大五朗）
- （[29]）
- 輝夜姬想讓人告白？～天才們的戀愛頭腦戰～（石上優[30]）
- 格萊普尼爾（男學生）
- 遊☆戲☆王SEVENS（堀田火石[31]）
- 阿拉德：逆轉之輪（艾特·布拉尼恩佐·阿斯頓·拉蒂[32]）
- 科學超電磁砲T（野郎）
- 王之逆襲 意志的繼承者（日语：キングスレイド）（利希特[33]）
- 光之戰記 -ZUERST-（日语：禍つヴァールハイト）（克勞士[34]）
- 神奇柑仔店（鄰鎮商店街選手、鄰鎮大學選手）
- A3!（通行人）

2021年
- 工作細胞!!（殺手T細胞1、殺手T細胞3）
- 花樣滑冰Stars（雲寶賢人[35]）
- 七大罪 憤怒的審判（聖騎士、村民）
- MARS RED 零機關（森山）
- 如果究極進化的完全沉浸RPG比現實還更像垃圾遊戲的話（谷城、特多的居民、格拉納達）
- 卡片戰鬥!! 先導者 overDress（佐藤、友人）
- SSSS.DYNAZENON（風馬）
- 給不滅的你（街上的男人）
- 宇宙奇妙生物小鐵君（アラン）
- 美少年偵探團（沃野禁止郎）
- RE-MAIN（三井）
- 海賊王女（雪丸）
- 因為不是真正的夥伴而被逐出勇者隊伍，流落到邊境展開慢活人生（雷德〈吉迪恩〉[36]）
- 藍色時期（佐佐木）
- 宿命迴響：命運節拍（強納森）
- 狂熱深淵 迷失的孩子（艾登）

2022年
- 食鏽末世錄（赤星畢斯可）
- 秘密內幕～女警的反擊～（源誠二）
- 天才王子的赤字國家重生術（葛倫）
- 輝夜姬想讓人告白-超級浪漫-（石上優）
- 足球風雲 Goal to the Future（雨谷隆二[37]）
- Dr.STONE 新石紀 龍水（七海龍水[38]）
- 小邪神飛踢X（桂大五朗、催債人4）
- 歡迎來到實力至上主義的教室 2nd Season（三宅明人）
- 名偵探柯南（恐狩サダオ）
- Animation x Paralympic：誰是你的英雄？（松方一颯）
- 卡片戰鬥!! 先導者 will+Dress（佐藤）
- 人類毛病大學（流川隆雄[39]）
- 名偵探柯南 犯人·犯澤先生（ケンジ、店員、男性）
- BLEACH 千年血戰篇（雀部長次郎忠息〈青年〉）
- BLUE LOCK 藍色監獄（鱷間淳壹、鱷間計助[40]）

2023年
- 弦音－相繫的一射－（山之內遼平[41]）
- 我的英雄學院 第6期（第三代ONE FOR ALL[42]）
- 輝夜姬想讓人告白-永不結束的初吻-（石上優）
- Dr.STONE 新石紀 NEW WORLD（七海龍水[43]）
- Opus.COLORs 色彩高校星（日语：Opus.COLORs）（桐乃江麻秀[44]）
- 名偵探柯南（永野剛士）
- AI電子基因（西園寺）
- 爆旋陀螺X（萬獸帝王）
- 勇者赫魯庫（桑達巴）
- 地下忍者（雲隱十郎）
- 小邪神飛踢【世紀末篇】（桂大五朗）

2024年
- 歡迎來到實力至上主義的教室 3rd Season（三宅明人）
- 因為不是真正的夥伴而被逐出勇者隊伍，流落到邊境展開慢活人生 2nd（雷德〈吉迪恩〉[45]）
- 非自願的不死冒險者（雷特·費納[46]）
- 如果30歲還是處男，似乎就能成為魔法師（黑澤優一[47]）
- 勇氣爆發Bang Bravern（勇·碧[48]）
- WIND BREAKER—防風少年—（柊登馬[49]）
- 失憶投捕（鈴木）
- 秘密的偶像公主（松岡熱波）
- Re:Monster（幻鬼）
- 怪獸8號（來栖彰[50]）
- 靠廢柴技能【狀態異常】成為最強的我將蹂躪一切（三森燈河[51]）
- 從路人角色開始的探索英雄譚（大山真司）
- 幽靈教授的惡女養成法則（詹姆斯·莫里亞蒂[52]）
- 擅長逃跑的殿下（護良親王）
- 結緣甘神神社（上終瓜生[53]）
- BLUE LOCK 藍色監獄 VS. U-20 JAPAN（鱷間淳壹[54]）
- 妖怪學校的菜鳥老師！（佐野命[55]）
- 尋神的旅途（山烏[56]）
- 一兆＄遊戲（櫻[57]）
- 七龍珠大魔（飲茶[58]）

2025年
- Dr.STONE 新石紀 SCIENCE FUTURE（七海龍水[59]）
- 中年大叔轉生反派千金（奧古斯特·里翁[60]）
- 魔域英雄傳說（蘭古札奇[61]）
- SAKAMOTO DAYS 坂本日常（真霜平助[62]）
- WITCH WATCH 魔女守護者（乙木守仁[63]）
- WIND BREAKER—防風少年—（第2期）（柊登馬[64]）
- 歡迎光臨流放者食堂！（威格[65]）
- CITY THE ANIMATION（轟[66]）
- 少女型兵器想成為家人（神里エンジ[67]）

2026年
- 地獄樂（山田淺右衛門殊現[68]）
- 皎潔深宵之月（市村琥珀[69]）
- DEAD ACCOUNT 死亡帳號（柄本成彥[70]）

時期未定
- BLACK TORCH 闇黑燈火（我妻弍郎[71]）

### 電影動畫
2017年
- 笑傲曇天〈外傳〉前篇 ～訣別、豺之誓言～

2018年
- 企鵝公路（駕駛）
- 劇場版 七大罪：天空的囚人（天翼人）
- FLCL Alternative（相田弁[72]）
- 窈窕淑女 後篇 ～花樣的東京大浪漫～（馬賊）

2019年
- 吹響吧！上低音號 ～誓言的終章～（吹奏樂社社員）
- 劇場版 Free！ -Road to the World- 夢（龍崎司[73]）

2020年
- 巨蟲列島（小田哲）

2021年
- 龍與雀斑公主
- 讓我聽見愛的歌聲（男學生）

2022年
- 劇場版 弦音－初始的一射－（山之內遼平）

### OVA
- 我們真的學不來！（2019年，潛水者A）[注 1]
- Re:從零開始的異世界生活 冰結之絆（2019年，恰普的部下）
- 輝夜姬想讓人告白？～天才們的戀愛頭腦戰～（2021年，石上優）[注 2]

### 網路動畫
2016年
- 怪物彈珠（2016年 - 2018年 男A、???、騎士B）- 第1季 - 第3季

2019年
- Fate/Grand Order -絕對魔獸戰線巴比倫尼亞-（迦勒底職員）

2023年
- 伊藤潤二狂熱：日本恐怖故事（澤野、粉絲[74]）
- Fate/Grand Order 藤丸立香不明白（阿斯克勒庇俄斯）
- 大怪獸卡美拉：重生（ジュリアン・ボンピアーニ）

2024年
- T·P時光特警（ジム）
- 餓狼伝: The Way of the Lone Wolf（久保涼二[75]）

2025年
- 迪士尼 扭曲仙境 動畫版（Trey Clover[76]）

### 遊戲
2016年
- 問答RPG 魔法使與黑貓維茲（2016年 - 2019年 復原夢魘RUSTYMARE、雷利修[77]、庫拉斯）

2017年
- 尤巴之徽（日语：ユバの徽）（沃特[78]）
- 緹利亞傳說Teria Saga（ガッツ[79]、デミアン[80]）
- Q&Q 司書解答者（福斯特[81]）
- 神式一閃 頂上決戰（ヨシオ）
- 刀劍神域：關鍵鬥士（可選CV的主角）

2018年
- 刀劍神域 奪命凶彈[注 3]
- 三獸召喚記（軍神スカンダ、影鬼神）
- DASH！（諾亞）
- LOST TRIGGER（アレン[82]）
- 英雄樂園Hero's Park（鷹水颯人）
- 瓦利歐工坊 豪華版（麥克、少年庫利凱特[83]）
- 穿軍靴的貓（因克）
- 永恆冒險（バロナス）

2019年
- 幻獸契約 Cryptract（セフィーロ[84]）
- Fate/Grand Order（阿斯克勒庇俄斯）
- 美男源氏傳妖怪戀緣（那須與一）
- 盧西安諾同盟（ノーヴェ）
- 湯姆·克蘭西之火線獵殺：絕境（ボブ、ダドソン[85] 等）
- revisions next stage（艾爾杜利安・摩根[86]）
- 一血卍傑-ONLINE-（ツクモ[87]）
- SD鋼彈G世代：火線縱橫（桑波・哈克利[88]）

2020年
- De：Lithe～忘卻的真王與盟約的天使～（[89]）
- 怪物彈珠（2020年 - 2025年 那須與一[90]、帝維瓊[91]、Kill×Your×Idol〈帝維瓊〉、普羅波巴提[92]）
- 第七史詩（エノット[93]、タラノル王宮衛兵）
- 迪士尼 扭曲仙境（Trey Clover[94]）
- OVERHIT（ウルフ[95]）
- SHOW BY ROCK!! Fes A Live（[96]）
- 決戰之魂（艾伯特[97]）
- 刀劍神域 彼岸遊境（無名角色）[注 4]
- 碧藍幻想（2020年 - 2024年 ラクレイス[98]、アルゴル[99]）
- 最終幻想水晶編年史 Remastered版（葛帝[100]）
- Kingdom of Heroes：英雄王國（朱雀[101]）
- サンクタス戦記-GYEE-（ヴォル[102]）

2021年
- 搭檔任務秘密搜查組（カエン、ヤサオ 等[103]）
- JACKJEANNE（御法川基絃[104]）
- 執劍之刻（八雲）
- 白夜極光（白矮星）
- 戀愛戰國Romanesque～替身公主改寫歷史～（織田信長[105]）
- 塔羅男子～22名見習占卜師～（サメフ・エリクシール[106]）
- Final Fantasy XIV：曉月之終途（尤盧斯）
- 惡魔執事與黑貓（羅諾・方登[107]）

2022年
- BLACK STELLA PTOLOMEA（赤阪湊人[108]）
- 言靈戰士（卡恩[109]）
- PolkaFantasy（Sieg）
- 信長之野望・新生（上杉謙信）
- 天獄Struggle（村上譽那[110]）
- LOST EPIC（神的兒子[111]）
- 無期迷途（福克斯先生）
- 機動戰士鋼彈 鐵血孤兒G（桑波・哈克利）
- 文豪與鍊金術師（尾崎放哉）

2023年
- 異世界通訊謎團 -路迪王子與消失的寶石-（路迪王子[112]）
- HELIOS Rising Heroes（裘德・阿瑞斯）
- Code Geass 反叛的魯路修 失落物語（2023年 - 2024年 雷德・奧芬）
- 募戀英雄（黑古周二[113]）
- LOOP8 降神（サル[114]）
- 戀花幕明錄（木戶孝允[115]）
- 9 R.I.P.（香羊[116]）
- アルカディア（富岡佑[117]）
- 信長之野望 出陣（上杉謙信[118][119]、真田幸村[120]）
- Sdorica 萬象物語（吉哈薩哈[121]）
- DesperaDrops（亞修・麥亞[122]）
- Final Fantasy XVI（法米爾）

2024年
- 超級機器人大戰DD（2024年 - 2025年 勇・碧）
- 偶像夢幻祭2（Nice Arneb Thunder／淺田善秀[123]）
- 米斯托尼亞的翅望 -The Lost Delight-（盧卡斯・沙利文[124]）
- MoNSONI！（2024年 - 2025年 帝維瓊[125]）
- 鈴蘭之劍：為這和平的世界（內爾伽勒[126]）
- 花好似他& bloom（栖川銀之助[127]）
- 復活邪神 2 七英雄的復仇（宮廷魔術士(男) - 艾瑞斯[128]）
- 七龍珠Super Divers（飲茶）

2025年
- 超級機器人大戰Y（レー・セイヴァース[129]）
- OVER REQUIEMZ（ノイル・ベスティア[130]）
- 冬園的祭奠（ディラン・ギベール[131]）
- 新月同行（淨天[132]）

### 廣播劇CD
2017年
- 網路勝利組（2017年、林）
  - Blu-ray 特典Drama CD「只是泡溫泉而已，卻出現了狀態異常！」[133]

2018年
- 為什麼老師會在這裡!?（佐藤一郎）[注 5]

2019年
- 弦音－風舞高中弓道部－（2019年、山之内遼平）
  - Blu-ray&DVD 第3卷 特典Drama CD vol.01「終於解禁！？ 海斗與雅的相遇過程」[134]
  - Blu-ray&DVD 第4卷 特典Drama CD vol.02「大危機！？ 被靜彌與雅包夾了」[135]
- 音戲之譜 ～CHRONICLE～（日语：音戯の譜〜CHRONICLE〜）（猿橋[136]）
  - Momotroop「音戲之譜 ～CHRONICLE～ Liberty」
- TV number24 Drama CD 1（真行寺清一郎[137]）

2020年
- CARNELIAN BLOOD系列（蓮巳奈特[138]）
  - 5-Vocal-Band "EROSION" 1st Single from CARNELIAN BLOOD[139]
    - Voice Drama "Dangerous Brothers"
    - Drama CD「全員一起洗盤子」[注 6]
    - Drama CD「過早的準備」[注 7]

  - 5-Vocal-Band "EROSION" 2nd Single from CARNELIAN BLOOD[139]
    - Voice Drama "Exciting School Life"
    - Drama CD「無法好好休息的休假」[注 6]
    - Drama CD「混沌的樂器店」[注 7]

  - 5-Vocal-Band "EROSION" 3rd Single from CARNELIAN BLOOD[139]
    - Voice Drama "Happy School Festival"
    - Drama CD「史上最糟的Actor」[注 6]
    - Drama CD「大家和樂地一起幫忙♡」[注 7]
- 「輝夜姬想讓人告白？～天才們的戀愛頭腦戰～」Blu-ray&DVD第4卷 特典Drama CD「麻煩的女人柏木渚」（2020年、石上優[140]）

　2022年
- 「因為不是真正的夥伴而被逐出勇者隊伍，流落到邊境展開慢活人生」Blu-ray第1卷 特典Drama CD「慢活人生之路」（2022年、雷德[141]）
- CARNELIAN BLOOD系列（蓮巳奈特）
  - EROSION with YOU from CARNELIAN BLOOD Vol.3 NEIGHT 
    - Situation Drama
    - Situation Drama“NEIGHT with YOU”[注 7]
      - 「Out of the frying pan into the fire.」
      - 「老鼠急了也會咬貓」
      - 「Qui ne risque rien n'a rien.」
      - 「逐二兔，不得一兔」
      - 「Noch ist nicht aller Tage Abend.」

    - Drama CD「IF Situation～Dead End♥NEIGHT～」[注 6]
      - IF Situation～Dead End～
      - IF Situation～Cheat End～
- 花笑む彼と vol.2 ～Mimosa～ 栖川銀之助（2022年、栖川銀之助[142]）
- Spotify原創Podcast「輝夜姬想讓人告白？～天才們的戀愛頭腦戰～」特別朗讀劇（2022年、石上優[143]）
  - 「輝夜大小姐想被討厭」
  - 「白銀御行想讓人告白①」

　2023年
- 朗讀咖啡廳噺之籠 ～簡單聽文學全集～ 「羅密歐與茱麗葉」[144]
- NS版 天獄Struggle -strayside- Drama CD ～人生第一次的生日派對～（村上譽那）
- 弦音－相繫的一射－（2023年、山之内遼平）
  - Blu-ray&DVD 共通有聲特典 番外篇『弦音 －多采多姿的一射－』[145]
- Opus.COLORs 色彩高校星（2023年、桐乃江麻秀）
  - 1st Drama CD「#FF0000 RED」[146]
    - 「預測竹馬四重奏的地獄場景」

  - 2nd Drama CD「#0000FF BLUE」[146]
    - 「玩具需要好好維護」
    - 「遠距離搭檔關係何去何從」

  - Blu-ray&DVD 第1卷 特典Drama CD[147]
    - 「色彩高校星 in 秘密的任務？」
    - 「色彩高校星 in 屈辱的停電」

  - Blu-ray&DVD 第2卷 Aniversal 原創特典Drama CD[148]
    - 「楓、變成兔子了？」

  - Blu-ray&DVD 第3卷 特典Drama CD[149]
    - 「色彩高校星 in 秘密的房間」
    - 「色彩高校星 in 糟糕的打工」

  - Blu-ray&DVD 第3卷 特典Drama CD[150]
    - 「色彩高校星 in 秘密的作戰會議」
    - 「色彩高校星 in 在合宿中大團圓？？」
- handsome laundering（2023年、海瀬隼人[151]）
  - handsome laundering case.2
  - handsome laundering case.3

- HELIOS Rising Heroes（2023年、裘德·阿瑞斯[152]）
  - 手機遊戲 HELIOS Rising Heroes Sing in the darkness 主題曲「FACTS ERROR/dawn light」
    - Original Drama Track 「Burger in the darkness」
    - Original Drama Track 「攻めろ！ パロディ会議」

　2024年
- NS版 天獄Struggle -strayside- Drama CD ～我們的旅行計畫～（村上譽那）
- 「因為不是真正的夥伴而被逐出勇者隊伍，流落到邊境展開慢活人生 2nd」Blu-ray上卷 特典Drama CD「與昨日之敵共泡溫泉」（2024年、雷德[153]）
- Star Sign[154]
  - Star Sign -mission- Vol.1
  - Star Sign -mission- Vol.2
  - Star Sign -mission- Vol.3
  - Star Sign -mission- Vol.4
- Dr.STONE（2024年、七海龍水）
  - Blu-ray&DVD 第2卷 初回生產限定版 Drama CD「Dr. STARS ～往偶像邁進的路線圖～」[155]
- WIND BREAKER—防風少年—（2024年、柊登馬）
  - Blu-ray&DVD 第1卷特典 原創“IF”Drama CD「風鈴，夏日回憶」[156]

### BLCD
2019年
- 溫柔脫下內褲的方法（導師[157]）
- Golden Sparkle（中谷[158]）
- 戀愛疏失外傳：脫處之路（演員[159]）
- 令人融化的綻放（公司社員1[160]）

2020年
- 你這傢伙是如此地…（紺的哥哥[161]）

- 戀愛催眠療法（小倉[162]）
- 第二代！地獄難兄難弟（初江[163]）

2021年
- 春夢誘發的戀情（落合智[164]）
- 湛藍色的愛戀 fifth （海寶龍己[165]）
- 有他在的生活（田中一仁[166]）
- 新妻君與新夫君 再戰一回（辻ヶ堂奏[167]）
- 愛我，直達深處（田名部尚太[168]）
- 聽見向陽之聲—limit—（梅谷[169]）

　2022年
- 失戀成癮（橘龍次郎[170]）
- 喪屍‧逃命‧性愛 1（葛西天達[171]）
- 盼春之鶯（成美和雪[172]）
- 「男子高中生，第一次的」第14彈 可以喜歡前輩嗎？（金森空良[173]）
- 鬼與天國（波多野悠真[174]）

　2023年
- I♡歌舞伎町（新令[175]）
- pop one's cherry（咲真慶宗[176]）
- 南同學想被那聲音弄得焦急不已（烏丸幸太[177]）
- 心動漣漪 （丹波誠一郎[178]）
  - 你的俘虜篇
  - 漫畫3卷 Animate限定迷你Drama CD
- 君、シヲレルコト勿レ（九重ナツメ[179]）
- 如寶物般的玻璃珠（志賀寶[180]）
- 愛我，直達深處 3（田名部尚太[181]）
- 等一下啦，春虎同學！（黒部春虎[182]）

　2024年
- 心動漣漪（丹波誠一郎[183]）
  - 永不停止的愛篇
  - 漫畫4卷 Animate限定迷你Drama CD
- 愛逞強的Ω是我們的共同情人 1（東ヶ崎侑也[184]）
- 如果30歲還是處男，似乎就能成為魔法師（黑澤優一）
  - 漫畫14卷 特裝版Drama CD「如果30歲還是不紅，似乎就能成為偶像」[185]
- 溺愛安眠美聲（井上遼[186]）
- 叛徒的情歌（ニコロ[187]）
- 舞台下的單向愛戀（中崎智也[188]）

### 外劇日語配音（吹替）

#### 電影
- 溺水者（英语：The Drowning (film)）（2017年、年輕男性、男學生[189]）
- 潦倒鬧聖誕（英语：El Camino Christmas）（2017年[189]）
- 海邊的曼徹斯特（2017年[190][191][192]）
- Let It Snow（英语：Let It Snow (2019 film)）（2019年、Tobin〈米契爾·荷蒲飾演〉[193]）
- 朵拉與失落的黃金城（2019年、迪亞戈〈傑弗瑞·華柏格（英语：Jeffrey Wahlberg）飾演〉[193]）
- 禁入墳場2（英语：Pet Sematary Two）（2020年、布拉多[189]）
- Nitro Circus: The Movie（英语：Nitro Circus: The Movie）（2020年、吉姆·德尚[189]）
- 愛的過去進行式：P.S.我仍愛你（2020年、約翰·安布羅斯·麥克拉倫〈喬丹·費雪飾演〉[193]）
- 飆舞追夢（英语：Work_It_(film)）（2020年、傑克‧泰勒〈喬丹·費雪飾演〉[194]）
- 殭屍高校生2（英语：Zombies 2）（2020年、作業員A[189]）
- 金翅雀（2020年、Tom Cable〈少年版由尼基·托西亞飾演、成人版由戈登·維娜里克飾演〉[189]）
- 異國陰宅（英语：His House）（2020年[195]）
- 怪物奇兵 全新世代（2021年、華納兄弟的幹部1〈史蒂芬·延飾演〉[196]）
- 暫時停止呼吸2（2021年、吉姆·巴布〈亞當·楊飾演〉[197]）
- 那些要我死的人（2021年、派翠克·布萊克威爾〈尼可拉斯·霍特飾演〉[198]）
- 初識與告別之間（2022年、艾登〈喬丹·費雪飾演〉[199]）
- 一切皆有可能（英语：Anything's Possible (film)）（2022年、卡爾〈阿布巴克爾·阿里飾演〉[200]）
- 復仇好閨蜜（2022年[201]）
- A Good Person（英语：A Good Person）（2023年[202]）
- 吸血鬼特助：雷菲爾（2023年、R·M·雷菲爾〈尼可拉斯·霍特飾演〉[194]）
- 完全殺手（2023年、青年的布萊克·休斯〈查爾斯·格里斯佩（英语：Charlie Gillespie）飾演〉[203]）
- 辣妹過招（2024年[204]）
- 烏有之地（2024年、崔知關〈李濬榮飾演〉[194]）

#### 電視劇
- 末日光明（2019年〜2021年、可風〈亞契·馬德維（英语：Archie_Madekwe）飾演 〉[194]）
- 無恥之徒 第9季（2019年[189]）
- 希特勒編年史 第1部～第4部（2019年、約瑟夫·戈培爾、戈洛·曼、威廉·勞倫斯·夏伊勒、愛德華·布洛赫、理察·華格納[189]）
- 地球百子 第6季～第7季（2019年、加百列〈邱庫・莫都（英语：Chuku Modu）飾演〉[193]）
- 太空無垠 第4季～第6季（2019年〜2021年、菲利普·伊納羅斯〈雅賽·蔡斯·歐文斯飾演〉[194]）
- 上傳天地（2020年〜2022年、Luke〈凱文·比格利飾演〉[193]）
- TITANS（2020年～2023年、康納·肯特／超級小子〈約書亞·奧爾平（葡萄牙语：Joshua_Orpin）飾演〉[193]）
- 屍戰朝鮮 第2季（2020年、訓練大將〈金太勳飾演〉[189]）
- 洛城南區，我的青春（英语：On My Block） 第3季第3集&第4集（2020年、幫派混混[189]）
- 命運航班（2020年、少年齊克〈科林·克里奇利飾演〉[189]）
- 幻異傳奇 第4集「生命跡象」（2020年、柯第[189]）
- 夏令營 第4季第64集「湖畔見真章」（2020年、奧斯丁‧賈斯汀〈里卡多·烏爾塔多（葡萄牙语：Ricardo Hurtado）飾演〉[189]）
- 大軍團（2020年、提姆·德萊尼〈蒙克·塞雷爾·弗里德飾演〉[205]）
- Almost Never（英语：Almost_Never_(TV_series)）（2022年、Harry〈Harry Still飾演〉[206]）
- 我變美的那夏天（英语：The Summer I Turned Pretty (TV series)） 第1季～第2季（2022年、康拉德‧費雪〈克里斯多福·布萊尼（英语：Christopher Briney）飾演〉[207]）
- 這是什麼鬼（英语：Boo, Bitch）（2022年、Archer〈奥斯汀·弗里伯格〉[208]）
- 閃耀國度（2022年、沈道英〈金旻奎〉[209]）
- 花書生熱愛史 (2023年、姜剷 〈厲雲飾演〉[210] )
- 人生勝利組（2023年、李承天〈陸星材飾演〉[211]）
- Wreck（英语：Wreck）（2023年、Jamie Walsh〈奧斯卡·甘迺迪（英语：Oscar Kennedy）飾演〉[194]）
- 超級英雄世代（2023年、安德烈·安德森〈錢斯·佩爾多莫（英语：Chance Perdomo）飾演〉[212]）
- 夢魘絕鎮（2024年、艾利斯·史蒂芬斯〈科特翁·摩爾飾演〉[213]）
- 重返犯罪現場：雪梨（英语：NCIS: Sydney）（2024年、DeShawn Jackson〈西恩·薩加爾（英语：Sean Sagar）〉[214]）

#### 動畫
- 彈力男孩阿姆斯壯與彈力戰士（英语：Stretch Armstrong and the Flex Fighters）（2017年、內森·帕克[189]）
- 搖滾藏獒（2020年、波弟[193]）
- 中央公園 第4集「垃圾芭蕾」（2020年、害怕的男人2[189]）
- DC超級英雄女孩（2020年、綠箭俠/奧利弗·昆恩[189]）
- 蟹群大比拼：濱海步道之戰（英语：Under the Boardwalk (2023 film)）（2023年、曼尼[215]）

### 特攝
- 機界戰隊全開者（2021年 - 2023年、卡塔納·戈爾德茨卡、痛快刀）

### 旁白
- 富士電視 ONE TWO NEXT（節目導覽[189]）
- TBS電視台「あさチャン！（日语：あさチャン！）」(2021年3月29日～9月30日、每週一～週五[216][217])
- 實體逃脫遊戲「逃離滿是謎團的火星」（開場及結尾旁白[218]）
- TBS電視台「まるっと!サタデー（日语：まるっと!サタデー）」(2022年6月4日～12月24日、每週六[219][220])
- 朝日電視台&ABEMA「FIFA世界盃64強（日语：FIFAワールドカップ64） ～日本隊分數完全預測！開幕前1週SP！～」[221]
- 小説「再見的彼端 Time To Say Goodbye」発売記念PV第二弾[222]

### CM
- 漢姆利玩具店 WEB CM[189]
- 三幸製菓（日语：三幸製菓） 動畫CM Breakthrough「絕不放棄篇」（2021年、小望ツブヨリ[223][224]）
- 「輝夜姬想讓人告白？」×中國日清・合味道 特別動畫[225]
  - 第1弾「輝夜大人想吃吃看篇」
  - 第2弾「輝夜大人想讓他高興篇」
- YouTube廣告「AnimeJapan 2022 CM」15秒版[226]
- Club Cosmetics（日语：クラブコスメチックス） 透光空氣感系列「實況 快速化妝挑戰!!!」[227]
- Coca-Cola GEORGIA CM「歡迎來到喬亞咖啡」篇 30秒[228][229]
- radiko CM『聲音會相互聯繫，當時與未來。』（2021年、芝浦レイジ）[230]
  - 動畫 CM「節目企劃」篇[231]
  - 廣播 CM「廣告時間」篇[232]

### 影像節目

#### 電視
- 漫畫BAR Renta!（日语：コミックBAR Renta!）
  - 第142回（2019年9月18日、TOKYO MX1[233]）
  - 第143回（2019年9月25日、TOKYO MX1[234]）
- AT-X 忘年會！生放感謝祭SP２０１９ ～今晚是即時在線地BANBAN！～（2019年12月30日、AT-X[235]）
- 輝夜姬想讓人告白 播出前夕特別節目
  - 「鈴木、食蟹也。」（2020年4月4日、MBS・TOKYO MX・群馬電視台・栃木電視台・BS11・TV新潟放送網・AbemaTV[236]）
  - 「-TOKYO ROMANTIC NIGHT-」（2022年3月18日、MBS・TOKYO MX・群馬電視台・栃木電視台・BS11・RKB・TV新潟放送網[236]）
- 大人真命苦「東京純情咖啡」第三弾第2回（2020年11月9日～11月13日、AT-X[237][238]）
- お願い!ランキング「声優わちゃわちゃ」（2021年11月9日、朝日電視台[239]）
- 「THE LAST METAL ～Behind The Scenes～」全3回（2021年12月11日～12月24日、Family劇場CLUB・Hikari TV・Family劇場[240]）
- 聲優Park建設計畫VR部（日语：声優パーク建設計画VR部）
  - 第36回（2022年1月23日、朝日電視台[241]）
  - 第37回（2022年1月30日、朝日電視台[242]）
- アニゲー☆イレブン!（日语：アニゲー☆イレブン!）
  - 第325回（2022年1月28日、BS11[243]）
  - 第385回（2023年3月31日、BS11[244]）
- 文豪奇想曲 第四彈  宮澤賢治「銀河鐵道之夜」（2022年2月28日、Animax[245]）
- ＜獨佔放送＞おねだり！声優フェス2023（2023年3月17日、朝日電視台 ch1[246]）
- 沼にハマってきいてみた（日语：沼にハマってきいてみた）～学校の放送沼～（2023年11月4日、NHK教育頻道[247]）
- 奇蹟的動畫大集合！“神”影像大賞（2024年2月28日、TBS[248]）
- モクバラナイト『重要的事全都是動畫教會我的』（2024年3月21日、TBS）-VTR演出[249]

#### YouTube
- AT-X我們的夏天FES 2017　 FRESH夏日FES隊[250]
- Gaku友頻道「黑白棋×肌力訓練」（2019年10月9日&10月11日、嘉賓[251][252]）
- 【首次直播】Arcadia party vol.401（2020年4月1日[253][254]）
- 輝夜姬想讓人告白
  - 「鈴木崚汰的吵死了笨蛋！RADIO」特別節目（2020年4月19日[255][256])
  - 「告RADIO 3」聖誕節SP（2021年12月17日[257][258]）
  - MUSIC VIDEO「アオハル」告RADIO Loves 鈴木崚汰（2021年12月17日[259]）
  - ORICON NEWS「大爆笑！『輝夜姬』的聲優玩坦承告白遊戲」（2022年4月8日[260]）
  - 讀賣巨人合作「告RADIO3」復活特別節目（2022年5月6日[261][262]）
  - 京まふ（日语：京まふ）2022 第2回動畫「輝夜姬想讓人告白」討論會～京都篇～（2022年9月18日[263][264]）
  - 「輝夜姬想讓人告白-永不結束的初吻-」關聯活動
    - 首日舞台見面會（2022年12月17日、新宿Wald 9（日语：新宿バルト9）[265]）
    - 公開紀念舞台見面會（2022年12月25日、新宿Wald 9[266]）
- CARNELIANBLOOD 特番
  - Rejet 新情報發表會2020 TRY「CARNELIAN BLOOD聲優發表」（2020年5月23日[267][268]) - 視訊參與[269]
  - 5-Vocal-Band“EROSION”2nd Single發售紀念SP特別節目（2020年9月23日[270][271])
  - 5-Vocal-Band“EROSION”3rd Single發售紀念SP特別節目（2020年11月25日[272][273])
- 「美男源氏傳」廣播 影像特別節目
  - 第7回「美男源氏傳 直播Radio 談話繪卷」1周年記念放送（2020年8月23日[274]）
  - 第10回「美男源氏傳 直播Radio 談話繪卷」2周年記念放送（2021年8月28日[275]）
  - 第11回「美男源氏傳 直播Radio 談話繪卷」3周年記念放送（2022年9月4日[276]）
- Animate Girls Festival 美男系列8周年記念舞台（2020年11月7日[277]）
- 駒田航の筋肉プルプル！！！
  - #20  筋プルダンス2が誕生しま…す（2020年11月16日[278])
  - #20  YouTube初の「筋プル交流会」（2020年11月16日[279][280])

- 武内駿輔×鈴木崚汰的Say U Play（2021年7月15日～2022年6月9日、主持[281]）
- 『這一次不想再被殺掉的海豹小姐』第1卷發售紀念特別節目（2021年9月18日[282]）
- 海賊王女
  - 放送前夕直播特別節目（2021年9月27日[283]）
  - 大結局前夕特別節目（2021年12月9日[284]）
- 真正的夥伴
  - 「真正的夥伴」特別企劃
    - 比手畫腳遊戲①（2021年11月20日[285]）
    - 比手畫腳遊戲②（2021年11月30日[286]）
    - 繪畫對決①（2021年12月17日[287]）
    - 繪畫對決②（2021年12月24日[288]）

  - 『真正的夥伴 2nd』放送前夕特別節目（2024年1月6日[289]）
  - 『真正的夥伴 2nd』特別節目 女生們的？慢活對談！（2024年2月29日[290][291]）
- Jump Festa
  - 「輝夜大小姐超級KAWAII～向愛的傳道師學習LOVE～」（2021年12月19日＆12月20日[292]）
  - 『Dr.STONE』超級舞台（2022年12月18日[293]）
  - SAKAMOTO DAYS 舞台（2023年12月16日[294]）
  - 『Dr.STONE』舞台（2023年12月17日[295]）
- 食鏽末世錄
  - 電視動畫『食鏽末世錄』放送前夕SP（2022年1月3日[296]）
  - 碇谷敦×淺利步惟×鈴木崚汰×花江夏樹 對談系列 vol.1（2022年1月14日[297]）
  - 碇谷敦×淺利步惟×鈴木崚汰×花江夏樹 對談系列 Vol.2（2022年1月28日[298]）
  - 碇谷敦×淺利步惟×鈴木崚汰×花江夏樹 對談系列 Vol.3（2022年3月18日[299]）
- AnimeJapan
  - 『Dr.STONE 龍水』特別舞台（2022年3月26日[300]）
  - 「到學園去吧！～Presented by 輝夜姬想讓人告白～」（2022年3月27日[301]）
  - 「文豪奇想曲」土屋神葉、土田玲央、鈴木崚汰穿和服談拍攝內幕（2022年3月27日[302]）
  - AJ Stage 節目流程發表會（2023年1月30日[303][304]）
  - 『Dr.STONE』特別舞台（2023年3月25日[305]）
  - 『食鏽末世錄』畢斯可部出差版特別舞台（2023年3月26日[306][307]）
  - 『Opus.COLORs』特別舞台（2023年3月26日[308]）
  - 「結緣甘神神社」TALK STAGE（2024年3月24日[309]）
  - 「非自願的不死冒險者」特別舞台（2024年3月24日[310][311]）
  - 「如果30歲還是處男，似乎就能成為魔法師」舞台（2024年3月24日[312]）
- Dr.STONE 特別節目
  - 『Dr.STONE 龍水』放送紀念特別節目（2022年6月12日[313][314]）
  - TOHO動畫10周年大感謝祭「潛入『Dr.STONE』的製作工作室"TMS娛樂"進行取材!!」（2022年9月25日[315][316]）
  - 『Dr.STONE NEW WORLD』 第2季首映會（2023年8月26日[317]）

- 廣瀬裕也的〇〇真不錯！住宿企劃 #1&#2 在颱風天釣魚（2022年11月4日&11月11日、嘉賓[318][319]）

- 【武内駿輔＆鈴木崚汰的緊急直播】おねフェス直前で楽しみが爆発SP（2023年1月17日[320][321]）
- 如果30歲還是處男，似乎就能成為魔法師
  - 小林千晃・鈴木崚汰雙人訪談＜前半＞（2023年9月22日[322]）
  - 小林千晃・鈴木崚汰雙人訪談＜後半＞（2023年9月29日[323]）
  - 小林千晃＆鈴木崚汰潛入SATELIGHT的工作現場！（2023年10月20日[324]）
- KENN與××的！ Nintendo Switch體驗隊！ 『DesperaDrops』（2023年11月2日[325][326]）
- 勇氣爆發Bang Bravern
  - 【獨占】鈴木崚汰×阿座上洋平「對你來說機器人是...？」配音內幕也公開（2023年12月21日[327]）
  - Wonder Festival 2024 WINTER  談話舞台（2024年2月11日[328]）

#### Abema TV
- 與聲優夜遊
  - 火曜日【小野友樹×大坪由佳】#46（2019年3月5日[329]）
  - 木曜日【浪川大輔×石川界人】#1 （2020年6月11日[330]）
  - 月曜日【安元洋貴×岡本信彦】#7（2022年5月30日[331]）
  - 水曜日【森久保祥太郎×蒼井翔太】#10（2022年6月22日[332]）
- 輝夜姬想讓人告白 ABEMA獨占生放送
  - Aniplex 48小時TV「一早就想讓人告白？～Presented by 輝夜姬想讓人告白～」特別節目（2020年3月22日[333]）
  - 輝夜大小姐想讓人指導～聲優們的戀愛頭腦戰～（2020年4月11日[334]）
  - 輝夜DAY（2020年6月27日[335]）
  - 首映會『輝夜姬想讓人告白-超級浪漫- 世界首映』（2022年3月18日[336]）
  - 輝夜大小姐（2022年4月8日[337]）
  - 輝夜大小姐２（2022年5月13日[338]）
  - 輝夜DAY 2022（2022年6月25日[339]）
- 「迪士尼 扭曲仙境 Channel」特別版（2020年10月4日）
  - 特別版（2020年10月4日[340]）
  - 萬聖節SP 前半（2021年10月29日[341]）
- 電撃文庫 冬之線上祭典2021（2021年12月11日[342]）
- 「藍色監獄」放送室延長戰＃３（2023年10月27日[343]）
- 藍色監獄 利己主義Festa 2023（2023年11月26日[344]）
- 創刊10周年紀念FES！ OVERLAP文庫全明星大集結SP 第2彈（2024年1月21日[345]）
- 「結緣甘神神社」 AnimeJapan特別舞台（2024年3月24日[309]）
- 「勇氣爆發Bang Bravern」ABEMA生放送特別節目Bye Bye Bang Bang Bravern（2024年3月29日[346]）
- 電視動畫『WIND BREAKER』放送前夕開幕式（2024年4月4日[347]）
- 鈴村健一的Radibase DUO
  - #1 改版後首回播放（2024年4月12日[348]）
  - #2「鈴與鈴的3分鐘對談」(2024年4月19日[349])
  - #3「興趣教學 嘉賓老師」(2024年4月26日[350])
  - #4「Radibase對戰 夢境Quiz！」(2024年5月3日[351])

#### Niconico動畫
- 電人☆ゲッチャ!（日语：電人☆ゲッチャ!）「ネト充のススメ」特集（2017年10月19日[352]）
- 電波ラボラトリー（日语：電波ラボラトリー） #036（2017年10月26日[353]）
- 「網路勝利組」前半回顧特別節目『網遊宅的中途慶功宴』（2017年11月15日[354]）- MC
- 廣播宅勝利組 Nico生放出差版！～鈴木、上田、寺島和中村登入了～（2017年12月16日[355]）
- AnimeJapan
  - AnimeJapan 2018 「展示會」（2018年1月26日[356]）- MC
  - AnimeJapan放送局Booth 活動前夕放送（2018年3月23日[357]）
  - AnimeJapan放送局Booth DAY1&DAY2（2018年3月24日&3月25日[358][359]）
  - AnimeJapan 2019 「AJ展示會」（2019年1月25日[360]）- MC
  - AJ迷你展示會（2019年3月22日[361]）
  - 『迪士尼 扭曲仙境』製作發表舞台（2019年3月23日[362]）
  - AnimeJapan 2021 「AJ展示會」（2021年2月18日[363]）- MC
  - AnimeJapan 2021 「第2回AJ展示會」（2021年3月19日[364]）- MC
  - AnimeJapan 2021 「第3回AJ展示會」（2021年3月26日[365]）- MC
- 江口拓也・八代拓的 San Taku!!!
  - #14～初夏的自由研究SP！第1夜～（2018年7月20日[366]）
  - #17～『Fiji男友』合作生放送～（2018年9月26日[367]）
  - ＃25-第一夜-～八代拓和鈴木崚汰的小田原・箱根1日遊ー小田原篇～（2019年7月30日[368]）
  - ＃26-第一夜-～八代拓和鈴木崚汰的小田原・箱根1日遊ー箱根篇～（2019年8月29日[369]）
- 輝夜姬想讓人告白 Niconico生放送
  - 秀知院學園 第1回Nico學生會會議（2018年12月5日[370]）
  - 秀知院學園 第2回Nico學生會會議（2019年3月26日[371]）
- Animate Girls Festival（AGF）
  - 「美男源氏傳」舞台（2019年11月9日[372]）
  - 「number24」Kick-off活動（2019年11月9日[373]）
  - 「THE LAST METAL」舞台（2021年11月6日[374]）
  - 「戀花幕明錄」製作發表會（2022年11月5日[375]）
- 網路廣播平台＜音泉＞12小時Nico生放送！（2020年8月9日[376]）
- 一血卍傑-ONLINE『獨神大人、4周年了唷！SP生放送』（2020年7月29日[377]）
- 駒田航的CanCamp 第6回（2020年12月22日[378]）
- 占卜男子
  - 『占卜男子，稍為遲到的正月☆l◎占◎l』（2021年1月9日[379]）
  - 『占卜男子，稍為遲到的正月☆l◎占◎l』附加放送（2021年1月24日[380]）
- CrossWorks新作發表會（2021年1月31日[381]）
- KADOKAWA 輕小說EXPO 2020 DAY2「真正的夥伴」舞台（2021年3月7日[382]）
- 『市川太一・鈴木崚汰 MIXUP!!』＆『佐藤元・德留慎乃佑 元慎兄弟』
  - 合作活動2021夏（2021年7月4日[383]）
  - 合作活動2023（2023年1月7日[384]）
- 市川蒼・小林千晃的KoreTen Happy 1st Anniversary～別看這樣也持續了1年！～ 暨場（2021年8月22日[385]）
- 「真正的夥伴」開始放送記念特別節目（2021年10月11日[386]）
- 駒田航的Komastagram #29（2021年11月14日[387][388]）
- Kami×Koma×Toki 特別直播01 Ace! 第2部（2023年2月12日[389]）
- PLEIADES PRODUCTION 新企劃發表會（2023年6月4日[390]）

#### 其他網路節目
- 旅行TV【聲優的攝影之旅】#5（2018年10月27日、dTV頻道[391][392]）
- 動畫『輝夜姬想讓人告白～天才們的戀愛頭腦戰～』首映會（2019年1月5日、Periscope[393]）
- 「宏太朗和裕一郎的瘦弱男子～春之瘦弱祭～」第ニ部（2021年5月1日、ZAIKO（日语：ZAIKO）[394][395]）
- 「MARS RED」特別見面會（2021年7月25日、Streaming+（日语：Streaming+）[396]）
- HELIOS Rising Heroes『3rd Anniversary Festival』第一部（2023年8月27日、Streaming+[397]）
- 小松昌平的盤・番・絆! 第21回（2023年10月22日、Rakuten TV[398]）
- 勇氣爆發！跟製作團隊的Bang Bang Talk Show 3！（2024年4月9日、TwitCasting[399]）

### 影像商品
- 「人狼遊戲 lies and the truth 2019 August～人狼VS驅魔師～」（2020年4月1日[400]）
- 「輝夜姬想讓人告白 on Stage～秀知院音樂譚～」（2021年2月24日[401]）
- Kiramune Presents READING LIVE「魔法咒语 Gan·Mavi·Lete」（2023年4月26日[402]）
- 動畫「輝夜姬想讓人告白」奉心祭 in AKIHABARA（2023年6月7日[403]）
- [Re:collection] HIT SONG cover series feat.voice actors 1st Live（2023年6月30日[404]）
- 「Otomate Party 2023」（2024年3月29日[405]）
- 齊藤壯馬・石川界人的Dame Janai Radio「Dame Radi 健康中心」（2024年4月26日[406]）
- 曼荼羅イブ 1st LIVE LIVE！MANDA-LIVE！ 衆生もHOTOKEもご唱和！歌経歌合戦！！（2024年7月2日[407]）

### 付錄・影像特典
- number24 Blu-ray 第3卷 影像特典「首映會」[408]
- 「食鏽末世錄」Blu-ray&DVD Vol.1 初回特典發售記念配信活動[409]
- 輝夜姬想讓人告白-超級浪漫- Blu-ray&DVD全卷收藏特典[410]
  - 「紀錄片 輝夜大小姐想告訴你」
- 劇場版 弦音－初始的一射－ Blu-ray & DVD 影像特典「聲優舞台見面會」[411]
- 『Dr.STONE』3rd SEASON Blu-ray & DVD BOX 1 初回生產限定版特典[412]
  - 「第3期前夕!! 貪心的首映會」剪輯影像
- 如果30歲還是處男，似乎就能成為魔法師
  - Blu-ray 上卷收錄影像「首映會 第1部」[413]
  - Blu-ray 下卷收錄影像「首映會 第2部」[414]
- 勇氣爆發Bang Bravern Blu-ray 1 特典影像 「聲優訪談」[415]

### 舞台・朗讀劇
- 聲優朗讀劇 VORLESEN
  - 「凡爾賽騷動記」奈良公演（2019年7月21日、DMG MORI 大和郡山城Hall（日语：やまと郡山城ホール）[416]）
  - 「凡爾賽騷動記」靜岡公演（2019年10月26日、燒津文化會館（日语：焼津文化会館）[417]）
  - 「山野邊義芸 對在下並無敵意」茨城公演（2022年5月1日、日立市民會館[418]）
  - 「路克萊爾的暗殺」東京公演（2022年7月10日、小平市民文化會館（日语：ルネこだいら）[419]）
  - 「永遠的羅麗塔」大阪公演（2023年11月5日、LIC Habikino[420]）
  - 「唐·喬凡尼」神奈川公演（2024年3月3日、橫須賀藝術劇場（日语：横須賀芸術劇場）[421]）
- 輝夜姬想讓人告白 on Stage～秀知院音樂譚～（2020年10月25日、太陽城越谷市民會館[422]）

- 女神降臨（2021年10月24日、所澤櫻花城（日语：ところざわサクラタウン））- 五十嵐悠役[423]
- ReadingTheater Vol.3「RAMPO in the DARK」
  - 江戶川亂步 「疑惑」、「陰獸」（2022年6月26日、神田明神Hall（日语：神田明神ホール）[424]）
- 江戶川亂步的世界 朗讀劇「幻燈的獏」（2022年8月13日、飯野Hall（日语：イイノホール））- 栗田少佐役[425][426]
- VOICE CINEMA『聲優口演2022』in練馬 夜公演（2022年8月20日、練馬文化中心（日语：練馬文化センター））- 詹姆士役[427]
- 吸血鬼德古拉 ～Eternal Love～ 夜公演（2022年8月21日、TOKYO FM HALL（日语：TOKYO FM HALL））- ハーカー役[428]
- Kiramune Presents READING LIVE「魔法咒语 Gan·Mavi·Lete」[429]
  - 大阪公演（2022年10月16日、歐力士劇場（日语：オリックス劇場））
  - 東京 夜公演（2022年10月22日、立川舞台花園（日语：TACHIKAWA STAGE GARDEN））
  - 東京 夜公演（2022年10月23日、TACHIKAWA STAGE GARDEN）

- 動作朗讀劇「怪盗探偵山貓～黑羊的挽歌～」（2023年1月15日、日本消防會館（日语：ニッショーホール）[430]）

### 出席活動
- 網路勝利組
  - 首映會「網遊宅的鑑賞會」（2017年9月16日[431]）
  - 首映會「網遊宅的鑑賞會 Part2」（2017年10月1日、United Cinemas AQUA CiTY御台場[432]）- MC
  - 羅森1日店長活動（2017年10月15日、羅森小金井貫井北町五丁目店[433]）
  - DVD第1卷發售紀念會「網遊宅的線下會」（2017年11月5日[434]）
  - DVD第4卷發售紀念會「網遊宅的KTV線下會」（2017年12月18日、J-SQUARE 品川（日语：J-SQUARE SHINAGAWA）[435])
  - 廣播宅勝利組公開錄音（2018年1月20日、科學技術館[436])
  - Blu-ray 發售紀念會「網遊宅的慶功宴」（2018年1月20日、科學技術館[437])

- 奴隸區 The Animation
  - AnimeJapan 2018「奴隸區」特別舞台（2018年3月24日&3月25日、東京國際展示場[438]）
  - 聲優登臺首映會（2018年3月31日、TOHO影城新宿[439]）
- 弦音
  - 聲優舞台見面會＆特別篇上映 “初始射禮之儀”（2018年10月6日、丸之內皮卡迪利（日语：丸の内ピカデリー）[440]）
  - Blu-ray＆DVD第一卷 發售紀念見面會（2019年2月3日、秋葉原ENTAS[441]）
  - 特別活動 “納射之儀”（2019年3月3日、Mewe橋本（日语：ミウィ橋本）[442]）
  - 『劇場版 弦音－初始的一射－』公開舞台感謝會A（2022年8月26日、丸之內皮卡迪利[443]）
  - 特別活動＜七夕星辰祭＞（2023年9月3日、中野ZERO（日语：なかのZERO） 大表演廳[444]）
- 江口拓也・八代拓的 San Taku!!!
  - San Taku!!!～Chapter2 藝術與運動的祭典～（2018年11月11日、幕張國際研修中心（日语：幕張国際研修センター）[445]）
- 輝夜姬想讓人告白
  - Jump Festa「輝夜大小姐」舞台（2018年12月23日、幕張展覽館 國際展示場[446]）
  - Blu-ray&DVD 第1卷預約活動②「會長和會計的放學後」（2019年3月19日[447]）
  - 『平成最後的告RADIO～powered by 四宮集團～』公開收錄（2019年3月26日、SME六番町大樓[448]）
  - Jump Festa「輝夜大小姐」舞台（2019年12月22日、幕張展覽館 國際展示場[449]）
  - 『KAGUYA ♡ ULTRA BEST』發售紀念會 in 東京（2022年4月30日[450]）
  - 讀賣巨人×輝夜姬 開球式（2022年5月25日、東京巨蛋[451]）- 加油團、場內廣播
  - 「輝夜姬想讓人告白-永不結束的初吻-」關聯活動
    - 首日舞台見面會（2022年12月24日、橫濱Burg 13（日语：横浜ブルク13）[452]）
    - 首日舞台見面會（2022年12月24日、Cinecitta（日语：川崎チネチッタ）[453]）

  - AnimeJapan 2023【定期公演】2023年度 應援合戰（2023年3月25日、東京國際展示場[454]）
  - 「奉心祭 in AKIHABARA」Blu-ray&DVD發售紀念 店內見面會（2023年6月3日[455]）

- 為什麼老師會在這裡!?
  - AnimeJapan 2019「為什麼老師會在這裡!?」特別舞台（2019年3月23日、東京國際展示場[456]）

- 美男源氏傳
  - AGF2019「美男源氏傳」演出聲優見面會（2019年11月10日、池袋太陽城[457]）
  - 舞台『美男源氏傳 妖怪戀緣 ～義經之章～』（2020年2月15日、三越劇場（日语：三越劇場）[458]）- 特別嘉賓

- number24
  - 放送前夕活動（2020年1月6日、池袋太陽城[459]）
  - 超級大感謝見面會（2021年3月21日、Hoku Topia（日语：北とぴあ） 2F Sakura Hall[460]）
- 以EROSION成員身分參加的活動
  - Rejet Fes.2021 TRY! 1日目-Night-（2021年4月3日、立川舞台花園[461][462]）
  - Rejet Fes.2021 TRY! 2日目-Day-＆-Night-（2021年4月4日、立川舞台花園[463]）
  - 1stALBUM發售紀念會「EROSION 1st Anniversary BLOODS」（2021年8月14日[464]）
- 專修大學鳳祭 鈴木崚汰和浦和希的特別講義 ～秋季的特別Talk Show～（2022年11月6日、專修大學 生田校區[465]）
- 迪士尼 扭曲仙境 Fes. 2023（2023年8月20日、東京國際論壇 A廳[466]）
- Opus.COLORs  色彩高校星
  - 「永茜高中學園祭～色彩高校星 Art Fes～」（2023年9月24日、橫濱國際平和會議場 國立大廳[467]）
  - 『出差！永茜高校放送研究會廣播公錄活動！』（2023年10月7日、animate hall BLACK[468]）
- 『Dr.STONE』管弦樂演奏會 2023（2023年9月30日、昭和女子大學 人見記念講堂[469]）
- 「非自願的不死冒險者」首映會（2023年12月9日、池袋HUMAX Cinemas（日语：池袋HUMAXシネマズ）[470]）

- 勇氣爆發Bang Bravern
  - 首映會＋Talk Show（2023年12月10日、TOHO影城 六本木新城[471]）
  - Blu-ray發售紀念會（2024年5月26日、秋葉原Gamers本店（日语：ゲーマーズ#店舗）[472]）
- 聲優的職涯教育（2024年3月13日、豐島區立富士見台小學（日语：豊島区立富士見台小学校）[473]）
- 如果30歲還是處男，似乎就能成為魔法師
  - AnimeJapan 2024 SATELIGHT Booth 特別舞台（2024年3月24日、東京國際展示場[474]）
- WIND BREAKER—防風少年—
  - 首映會『防風鈴 放送前總會』（2024年3月31日、新宿Wald 9[475]）
- 靠廢柴技能【狀態異常】成為最強的我將蹂躪一切
  - 首映會（2024年5月19日、Grand Cinema Sunshine 池袋（日语：グランドスケープ池袋#グランドシネマサンシャイン池袋）[476]）

### 廣播節目
※記號表示網路廣播。
- 天津向 presents 新人声優四つどもえラジオ（2017年、超!A&G+※）- 每週輪替主持[注 8]
- 廣播宅勝利組 鈴木和上田登入了（2017年，HiBiKi Radio Station（日语：HiBiKi Radio Station）※[477]）
- 鈴木崚汰的吵死了笨蛋！RADIO（2019年，音泉※[13]）
- 告RADIO ROAD TO 2020 / 告RADIO 2020/ 告RADIO 3（2019年 - 2021年，音泉※[478]）
- 「美男源氏傳」直播Radio 談話繪卷（2019年 - 2022年、YouTube※・Niconico動畫※・Twitter※）
- 月刊 新・男前通信（2019年、文化放送mobile plus[479]）- 10月號月刊的主持人
- 鈴木崚汰、市川蒼 BE MY BABY（2020年－，超！A&G+※[480]）
- 市川太一・鈴木崚汰 MIX UP!!（2020年 - 2023年、YouTube※・Niconico動畫※[481]）
- 中島良樹＆鈴木崚汰的Brilliant Luxury！（2020年 - 2021年、Niconico動畫※[482][483]）
- Ikizama Radio的迷你環節「鈴木崚汰的戀愛羅曼通訊」（2021年、音泉※[484]）
- 鈴木崚汰祭り2021（2021年 、音泉※[485]）
- RADIO海賊王女 - 瀨戶×鈴木的船內放送局（2021年、超!A&G+※[486]）
- 因為不是真正的夥伴而被逐出勇者隊伍，流落到邊境試著展開了慢活人生（2021年 - 2022年、音泉※[487]）
- NHK青年廣播（日语：ティーンズラジオ）（2021 - 2023年、NHK R1[488]）
  - NHK青年廣播2021[489]
  - NHK青年廣播2022[490]
  - NHK青年廣播2023[491]
- 秘密內幕 ～聲優男子的逆襲～（2022年、音泉※[492]）
- <音泉>presents #AnimeJapan的書籤（2022年、音泉※[493]）
- 輝夜姬想讓人告白？LOVE STREAM（2022年、Spotify※[494]）
- 迷你廣播『永茜高中放送研究會』（2023年、YouTube※[495]）- 5月與特別版的主持[496]
- 「櫻桃魔法迷你廣播」After Talk（2024年、YouTube※[497]）
- 原創動畫「勇氣爆發Bang Bravern」Web Radio（2024年、YouTube※[498]）

### 有聲劇場
- 我的僕人 特別有聲劇場（2019年、吉克[499]）[注 9]
- 反派千金賽希莉亞・西爾維為了活下去決定女扮男裝。（2021年 - 2023年、オスカー・アベル・プロスペレ）
- 轉生成了少女漫里的白豚千金 reBoooot!（2022年、リカルド）
- PRELUDERS（2022年、仲光舜）
- 「G's Koeken」有聲化短篇小說競賽「直到她的夜晚迎來破曉」前篇[501]＆後篇[502]（2023年、高梨[503]）

### 有聲書
- 影子（2017年）
- 自我意識和喜劇的日子（2022年8月22日[504]）

### 有聲漫畫
- 人形峠（日语：人形峠 (漫画)）（2018年，宇野功[505]）
- 現在， 正在談戀愛。（2021年、辰川前輩[506]）
- 班草和不起眼的我一起組樂團的故事（2021年、龍[507]）
- 黑辣妹來囉！（2021年、黑田[508]）
- うろんミラージュ（2022年、浪崎朧[509]）
- 依舊無法厭倦你（2023年、緒方京介[510]）
- 誰來告訴我這只是夢（2023年、真柴晴人[511][512]）
- 獨一無二（2023年、橘正博[513]）
- 失戀Ω也想談戀愛（2024年、平野將悟[514]）

### PV
- 【電擊文庫朗讀企劃】
  - 你，所殺的同伴數量（2021年[515]）
  - 賢勇者艾達飛基．齊萊夫的啟博教覽（2021年[516]）
  - 食鏽末世錄（2021年[517]）
- 這一次不想再被殺掉的海豹小姐 第1卷發售紀念PV（2021年、北村律[518]）

### 其他
- 廣播情境劇「パープルスカイ」（市川學役）[519]
- Sofmap 2號店 店内廣播[520]
- AnimeJapan的活動嘉賓、特派員、主持、宣傳隊長、官方吉祥物AJ兄弟的J君（2018年 - [521][522]）
- 電視動畫「輝夜姬想讓人告白？」有聲LINE貼圖[523]
- 有聲動畫「しょうぐん 天晴れェド！」（家慶役[524]）
- ボイコネ「お題10本にチャレンジ」（2020年11月20日～2021年1月22日[525]）
- 僕たちはねこである（2021年5月1日～2021年12月30日[526][527]）- とり天役[528]
- 音泉祭真人迷你劇「你說啥鬼？捏壽司的Ryota」（2021年6月12日[529][530]）
- VR Talk Live 聲優廣場 vol.3（2021年7月18日[531]）
- 朗讀音源「微型小說畫廊～專業聲優帶你閱讀微型小說」
  - 第42回「發電生物」（2022年3月5日配信[532]）
  - 第43回「搜尋欄」（2022年3月12日配信[533]）
  - 第44回「橄欖球員的巧克力」（2022年3月19日配信[534]）
  - 第45回「畢業典禮」（2022年3月26日配信[535]）
- 書評「由放送部出身的聲優・鈴木崚汰講評，湊佳苗最新作『Document』」
  - 前編（2021年3月3日公開[536]）
  - 後編（2021年3月8日公開[537]）
- Twitter空間「Piccoma的秘密漫畫會議」（2022年11月3日[538]）
- 松坂屋名古屋店 官方大使「松坂屋三兄弟」（北二郎役[539]）
- VΔLZ 原創故事「桜魔大戦譚  ～相対するモノたちへ～」（二階堂シュウゲツ役[540]）

## 音樂作品

### 角色歌曲
| 發行日期 | 商品名稱                                                               | 名義 | 曲名 | 備註                                                                        |
| 2020年   | 2020年                                                                 | 2020年 | 2020年 | 2020年                                                                      |
| -------- | ---------------------------------------------------------------------- | --- | --- | --------------------------------------------------------------------------- |
| 2月28日  | 與你同在的話                                                           | 柚木夏紗（河西健吾）、真行寺清一郎（鈴木崚汰） | 「君」 | 電視動畫《number24》片尾曲                                                  |
| 7月22日  | From a Spicy Peak                                                      | EROSION | 「(INTRO) Vigilante」 「From a Spicy Peak」 「Underdogs」                                                              | 《CARNELIAN BLOOD》相關歌曲                                                 |
| 9月23日  | Aspiration                                                             | EROSION | 「(INTRO) Lighthouse」 「Aspiration」 「The Oath」                                                                     | 《CARNELIAN BLOOD》相關歌曲                                                 |
| 11月25日 | RED HEAD                                                               | EROSION | 「RED HEAD」 「Get Out!!!!!」 「(Outro) Sham'ing」                                                                     | 《CARNELIAN BLOOD》相關歌曲                                                 |
| 2021年   |                                                                        | | |                                                                             |
| 4月19日  | 【MV】Portraits 「Perfect Sunday!」                                    | 大鳳肖（土田玲央）、小鳥遊商（徳留慎乃佑）、七瀬鑑（鈴木崚汰）、マイケル・宣・オリバー（古田一紀） | 「Perfect Sunday!」 | ※公開於「一般社團法人 日本音樂事業者協會」的YouTube，並未販售CD或數位樂曲。 |
| 6月30日  | “EROSION” 1st ALBUM What is mine                                       | EROSION | （※只列出新歌） 1. 「What is mine」 2. 「Vigrante」 3. 「Lighthouse」 4. 「The Sun Also Rises」 5. 「CRIER!! CRIER!!」 | 『CARNELIAN BLOOD』相關歌曲                                                 |
| 12月22日 | EROSION with YOU from CARNELIAN BLOOD Vol.1 CREHA                      | EROSION | 「FIREMIND」 | 『CARNELIAN BLOOD』相關歌曲                                                 |
| 2022年   |                                                                        | | |                                                                             |
| 1月26日  | EROSION with YOU from CARNELIAN BLOOD Vol.2 BYAKUYA                    | EROSION | 「Devil's Dinner」 | 『CARNELIAN BLOOD』相關歌曲                                                 |
| 1月26日  | イロカレシピ〜ツンデレ彼氏、おひさま彼氏と作るトロチーカレー麻婆豆腐〜 | 松村岬青（古川慎）、河北橙星（鈴木崚汰） | 「イケない妄想♡隠し味」                                                                                                | 『イロカレシピ』相關歌曲                                                    |
| 1月26日  | THE LAST METAL Venomous 8 Welcome to the Deadlight City                | Vo.＆Gt.新宮寺成（伊東健人）、Vo.蓮水潤（亞瑟·朗恩斯伯裏）、Vo.宇垣萬（鈴木崚汰）、Vo.久堂真也（植田圭輔）、Gt.一宮凛己、Ba.富喜薫、Dr.桐葉燎、Key.周藤世絆 | 「R.I.P.」 | 『THE LAST METAL』相關歌曲                                                  |
| 2月2日   | 機界戰隊全開者 角色歌專輯                                              | 芙琳特．戈爾德茨卡（森日菜美）、卡塔納·戈爾德茨卡（鈴木崚汰）、力奇·戈爾德茨卡（松田颯水） | 「ゴールドツイカー☆界賊の掟」                                                                                          | 特攝『機界戰隊全開者』相關歌曲                                              |
| 2月16日  | 咆哮                                                                   | 赤星畢斯可（鈴木崚汰）、貓柳美祿（花江夏樹） | 「咆哮」 | 電視動畫『食鏽末世錄』片尾曲                                                |
| 2月16日  | 咆哮                                                                   | 赤星畢斯可（鈴木崚汰） | 「咆哮」 | 電視動畫『食鏽末世錄』相關歌曲                                              |
| 2月23日  | EROSION with YOU from CARNELIAN BLOOD Vol.3 NEIGHT                     | 蓮巳ネイト（鈴木崚汰） | 「Still...」 | 『CARNELIAN BLOOD』相關歌曲                                                 |
| 2月23日  | EROSION with YOU from CARNELIAN BLOOD Vol.3 NEIGHT                     | EROSION | 「NEVER LET “U” GO」                                                                                                   | 『CARNELIAN BLOOD』相關歌曲                                                 |
| 3月23日  | EROSION with YOU from CARNELIAN BLOOD Vol.4 YORU                       | EROSION | 「OneThing」 | 『CARNELIAN BLOOD』相關歌曲                                                 |
| 4月27日  | EROSION with YOU from CARNELIAN BLOOD Vol.5 TOXIN                      | EROSION | 「Dancing on the edge」                                                                                                | 『CARNELIAN BLOOD』相關歌曲                                                 |
| 4月27日  | KAGUYA ULTRA BEST                                                      | 告RADIO Loves 鈴木崚汰 | 「アオハル」 | 廣播『告RADIO』相關歌曲                                                     |
| 4月27日  | KAGUYA ULTRA BEST                                                      | 石上優（鈴木崚汰）、伊井野御子（富田美憂） | 「DADDY! DADDY! DO!」                                                                                                  | 電視動畫『輝夜姬想讓人告白～天才們的戀愛頭腦戰～』相關歌曲                  |
| 5月18日  | ヒーローライセンス                                                     | 護人明日可（榎木淳彌）、仲光舜（鈴木崚汰）、春馬湊（岩崎諒太）、柏木世良（堀江瞬） | 「ヒーローライセンス（High Five）」                                                                                    | 『PRELUDERS （High Five&S-quad）』相關歌曲                                  |
| 6月29日  | I'm a HERO                                                             | 護人明日可（榎木淳彌）、仲光舜（鈴木崚汰）、春馬湊（岩崎諒太）、柏木世良（堀江瞬） | 1. 「I'm a HERO」 2. 「運命共同体のうた」                                                                              | 『PRELUDERS （High Five&S-quad）』相關歌曲                                  |
| 8月31日  | PRELUDERS By Your Side                                                 | 護人明日可（榎木淳彌）、仲光舜（鈴木崚汰）、春馬湊（岩崎諒太）、柏木世良（堀江瞬） | 「地平線クライマー」                                                                                                   | 『PRELUDERS （High Five&S-quad）』相關歌曲                                  |
| 10月30日 | 告RADIO Loves 鈴木崚汰「虹の向こうへ」                                 | 告RADIO Loves 鈴木崚汰 | 「虹の向こうへ」 | 廣播『告RADIO』相關歌曲                                                     |
| 2023年   |                                                                        | | |                                                                             |
| 2月22日  | “EROSION” 2nd ALBUM 「NEW MIXTURE」                                    | EROSION | （※只列出新歌） 1. 「NEW MIXTURE」 2. 「終極」 3. 「ハローアンセム」                                                   | 『CARNELIAN BLOOD』相關歌曲                                                 |
| 3月1日   | handsome laundering ED [ 𝔪𝔞𝔰𝔮𝔲𝔢𝔯𝔞𝔡𝔢 ]                                  | 海瀬隼人(鈴木崚汰)、日向野駿(石川界人)、月城葦夜(阿座上洋平)、空閑巴(岡本信彦) | 「masquera」 | 企劃『handsome laundering』片尾曲                                           |
| 3月22日  | 弦音－相繫的一射－ 原聲帶                                              | 滝川雅貴(淺沼晋太郎)、鳴宮湊(上村祐翔)、竹早静彌(市川蒼)、山之内遼平(鈴木崚汰)、如月七緒(矢野獎吾)、小野木海斗(石川界人) | 「射法八節のテーマ」                                                                                                   | 『弦音－風舞高中弓道部－』相關歌曲                                          |
| 3月22日  | 弦音－相繫的一射－ 角色迷你專輯「 星をつなぐ」                         | 山之内遼平(鈴木崚汰)、如月七緒(矢野獎吾) | 「ありのままで」 | 『弦音－風舞高中弓道部－』相關歌曲                                          |
| 6月23日  | SIDE ARTIST                                                            | 由羅大樹(岡本信彦)、中静理央(小西克幸)、八柳真(小野大輔)、月見里和哉(内田雄馬)、多岐瀬響(逢坂良太)、斑鳩杏壽(八代拓)、榊知陽(古川慎）、御來屋楓 (中島良樹)、桐乃江麻秀 (鈴木崚汰)、都築純(花江夏樹)、難波道臣(豊永利行)、織堂優一(仲村宗悟)、登世康平(山下大輝) | 「SHINY ～Artist cover～」/永茜高校 Artist Group                                                                       | 『Opus.COLORs 色彩高校星』相關歌曲                                          |
| 6月23日  | SIDE ARTIST                                                            | 御來屋楓 (中島良樹)、桐乃江麻秀(鈴木崚汰) | 「NOVA」 | 『Opus.COLORs 色彩高校星』相關歌曲                                          |
| 6月23日  | SIDE ARTIST                                                            | 御來屋楓 (中島良樹)、桐乃江麻秀(鈴木崚汰)、織堂優一(仲村宗悟)、登世康平(山下大輝) | 「Glowing Shadow」 | 『Opus.COLORs 色彩高校星』相關歌曲                                          |
| 8月23日  | FACTS ERROR/dawn light                                                 | 賽奇·斯凱弗（小林裕介）、尼可（堀江瞬）、裘德·阿瑞斯（鈴木崚汰）、畢安琪·勞（田丸篤志） | 「dawn light」 | 遊戲『HELIOS Rising Heroes』中「Sing in the darkness」篇章的片尾曲          |
| 8月24日  | 歌経結集 ～Sing-Track_#01 “Satori”～                                   | 親波瑠鸞馬（鈴木崚汰）、日傘蓮二郎（小野友樹）、栄西浪（寺島惇太） | 「終わらない旅路」 | 『曼荼羅イブ』関連曲                                                        |
| 8月24日  | 歌経結集 ～Sing-Track_#01 “Satori”～                                   | 親波瑠鸞馬（鈴木崚汰） | 「最大最高ノンストップ！」                                                                                             | 『曼荼羅イブ』関連曲                                                        |
| 8月24日  | 歌経結集 ～Sing-Track_#01 “Satori”～                                   | 親波瑠鸞馬（鈴木崚汰）、日傘蓮二郎（小野友樹）、栄西浪（寺島惇太）、空我海雲（立花慎之介）、道之元大（大河元気）、一丸遍角（北村諒） | 「GOT-SHOW WA!」 | 『曼荼羅イブ』関連曲                                                        |
| 8月24日  | 歌経結集 ～Sing-Track_#02 "Ku"～                                       | 親波瑠鸞馬（鈴木崚汰）、日傘蓮二郎（小野友樹）、栄西浪（寺島惇太）、空我海雲（立花慎之介）、道之元大（大河元気）、一丸遍角（北村諒） | 「流転する宇宙と輪廻の果てさえも超えてまた会いたいから」                                                               | 『曼荼羅イブ』関連曲                                                        |
| 2024年   |                                                                        | | |                                                                             |
| 3月6日   | ババーンと推参！バーンブレイバーン/双炎の肖像                          | 勇‧碧（鈴木崚汰）、路易斯‧史密斯（阿座上洋平） | 「双炎の肖像」 | 電視動畫『勇氣爆發Bang Bravern』片尾曲                                      |
| 3月27日  | マジカルラブ                                                           | 安達清（小林千晃）、黑澤優一（鈴木崚汰） | 1. 「マジカルラブ」 2. 「マジカルラブ（黑澤心聲洩漏版Ver）」                                                           | 電視動畫『如果30歲還是處男，似乎就能成為魔法師』片尾曲                      |
| 3月27日  | マジカルラブ                                                           | 黑澤優一（鈴木崚汰） | 「マジカルラブ（黑澤鋼琴solo版Ver）」                                                                                  | 電視動畫『如果30歲還是處男，似乎就能成為魔法師』片尾曲                      |
| 4月26日  | JACKJEANNE 迷你專輯『shuffle2』                                        | 忍成司（山下大輝）、御法川基絃（鈴木崚汰） | 「オー・ラマ・ハヴェンナ おお、愛するハヴェンナよ shuffle ver.」                                                       | 『JACKJEANNE』相關歌曲                                                      |
| 4月26日  | JACKJEANNE 迷你專輯『shuffle2』                                        | 白田美ツ騎（梶原岳人）、菅知聖治（植木慎英）、御法川基絃（鈴木崚汰） | 「ハレル・ア～友よ、わが神の名をさけべ～ shuffle ver. type B」                                                         | 『JACKJEANNE』相關歌曲                                                      |
| 4月26日  | JACKJEANNE 迷你專輯『shuffle2』                                        | 立花希佐（寺崎裕香）、根地黒門（岸尾大輔）、白田美ツ騎 （梶原岳人）、海堂岳信（濱野大輝）、菅知聖治（植木慎英）、忍成司（山下大輝）、御法川基絃（鈴木崚汰） | 「Fortune color is crystal! shuffle2 ver.」                                                                            | 『JACKJEANNE』相關歌曲                                                      |
| 7月17日  | 『藍色監獄』角色歌 CD Vol.3                                            | 千切豹馬(齊藤壮馬)、鰐間淳壹＆鰐間計助(鈴木崚汰) | 『藍色監獄』角色歌 | 『藍色監獄』相關歌曲                                                        |

### 其他參與樂曲
| 發售日        | 商品名稱                                                                                | 演唱者 | 歌名                                       | 備註                                                                |
| ------------- | --------------------------------------------------------------------------------------- | --- | ------------------------------------------ | ------------------------------------------------------------------- |
| 2018年5月1日  | あにそんボーカル                                                                        | 鈴木崚汰 | 「直到世界盡頭…」/WANDS                    | ※只在日本KTV「DAM」中做為卡拉OK樂曲接受點歌，並未販售CD或數位樂曲。 |
| 2020年3月22日 | あにそんボーカル                                                                        | 鈴木崚汰 | 「Fiction」/sumika                         | ※只在日本KTV「DAM」中做為卡拉OK樂曲接受點歌，並未販售CD或數位樂曲。 |
| 2022年7月27日 | [Re:collection] HIT SONG cover series feat.voice actors 〜10's-20's EDITION〜           | 鈴木崚汰 | 「魔法的絨毯」/川崎鷹也                    | 『Re:collection』相關歌曲                                           |
| 2024年5月29日 | [Re:collection] HIT SONG cover series feat.voice actors 2 ～90's-00's EDITION～         | 鈴木崚汰 | 「Tomorrow never knows」/Mr.Children       | 『Re:collection』相關歌曲                                           |
| 2024年6月26日 | Hello Kitty 50th Anniversary Presents My Bestie Voice Collection with Sanrio characters | 鈴木崚汰 | 「ふたりの Milky Way」/雙星仙子            | 『Hello Kitty 50th My Bestie Voice Collection』相關歌曲             |
| 2024年6月26日 | Hello Kitty 50th Anniversary Presents My Bestie Voice Collection with Sanrio characters | 入野自由、浦田涉、大塚剛央、加藤和樹、木村良平、鈴木崚汰、立花慎之介、豊永利行、仲村宗悟、堀江 瞬、牧島輝、森愁斗 | 1. 「KAWAII FESTIVAL」 2. 「ハローキティ」 | 『Hello Kitty 50th My Bestie Voice Collection』相關歌曲             |

## LIVE

### 單人LIVE
| 出演日        | タイトル                        | 会場 | 備考                                 |
| ------------- | ------------------------------- | ---- | ------------------------------------ |
| 2022年6月25日 | 「鈴木崚汰LIVE TOUR 2022 青春」 | 無   | Abema獨佔直播「輝夜DAY」中的迷你Live |

### 參演LIVE
| 出演日            | タイトル                                                                            | 会場                             |
| ----------------- | ----------------------------------------------------------------------------------- | -------------------------------- |
| 2021年2月28日     | 『EROSION 1st LIVE「UNDERDOGS」from CARNELIAN BLOOD』                               | Meguro Persimmon Hall - Big Hall |
| 2021年4月3日・4日 | 『Rejet Fes.2021 TRY！』                                                            | 立川舞台花園                     |
| 2022年5月29日     | 機界戰隊全開者 FINAL LIVE TOUR 2022                                                 | 歐力士劇場                       |
| 2022年9月10日     | 『EROSION 2nd LIVE「NEW MIXTURE」from CARNELIAN BLOOD』                             | 立川舞台花園                     |
| 2022年10月30日    | 電視動畫「輝夜姬想讓人告白」奉心祭 in AKIHABARA                                     | 秋葉原UDX                        |
| 2023年1月22日     | [Re:collection] HIT SONG cover series feat.voice actors 1st Live                    | 太陽城越谷市民會館               |
| 2023年7月2日      | 「曼荼羅イブ 1st.LIVE LIVE！MANDA-LIVE！ ～衆生もHOTOKEもご唱和！歌経歌合戦！！～」 | 澀谷線流 Hall                    |
| 2023年9月24日     | 『Opus.COLORs』特別活動「永茜高中學園祭～色彩高校星 Art Fes～」                     | 橫濱國際平和會議場 國立大廳      |
| 2024年9月1日      | Animelo Summer Live 2024 -Stargazer-                                                | 埼玉超級競技場                   |
| 2024年11月24日    | Hello Kitty 50th Anniversary Presents My Bestie Dream Stage with Sanrio characters  | 幕張展覽館                       |
| 2025年1月19日     | [Re:collection] HIT SONG cover series feat.voice actors 2nd Live                    | Zepp Haneda（TOKYO)              |

## 腳註

## 外部連結
- 鈴木崚汰｜VIMS （日語）
- 官方事務所 株式會社DASH ON官網 （日語）
- 鈴木崚汰的X（前Twitter）  （日語）